# Tobias Jesso Jr.
Tobias Jesso Jr. (North Vancouver, 11 de julho de 1985) é um cantor e compositor canadense. Ele começou sua carreira como baixista da banda The Sessions chegando a trabalhar com a cantora Melissa Cavatti. Em 2015, ele lançou seu primeiro álbum solo, Goon.

## Carreira
Jesso mudou-se para Los Angeles para se tornar uma estrela de rock. No entanto, depois de quatro anos tocando baixo na cidade, sua mãe descobriu um câncer, e depois de ter sua bicicleta roubada, ele decidiu volta para North Vancouver. Então, aprendeu a tocar piano, e começou a compor canções, e a enviá-las para alguns músicos. Um famoso produtor estadunidense, teve acesso ao conteúdo de Jesso e resolveu convidá-lo a San Francisco, para ajudá-lo a conseguir um contrato com alguma gravadora.
Em 2015, Jesso co-compôs o single "When We Were Young" de Adele. Em 2021, co-compôs com Adele a faixa "To Be Loved".

## Discografia
| Título | Detalhes do álbum                                                                                       |
| ------ | --- |
| Goon   | - Lançamento: 17 de março de 2015 - Gravadora: True Panther Sounds - Formatos: CD, LP, Download digital |

### Singles
- "True Love"
- "Hollywood"
- "How Could You Babe"